# Tép Anh Đào
Tép Anh Đào hay còn gọi là tép đỏ hay tép Cherry (Danh pháp khoa học: Neocaridina davidi var. red) là một trong đa dạng loài của các loài tép thủy sinh trong họ Neocaridina. Chúng là một trong những loài tép thủy sinh được ưa chuộng với màu sắc rực rỡ.

## Đặc điểm
Chúng là một đột biến màu của loài tép lùn Neocaridina denticulata sinensis. Dạng hoang dã của loài tép này xuất xứ từ Đài Loan, một phần Trung Quốc. Biến thể màu đỏ được phát triển và lai tạo ở Đài Loan và không hề tồn tại ngoài môi trường tự nhiên.
Chúng là loài tép nhỏ. Cá thể trưởng thành có kích thước tối đa từ 2.5 đến 3 cm với tép cái hơi lớn hơn tép đực. Tép cái cũng đỏ hơn so với tép đực, đặc biệt là khi sinh sản. Tép đực, ngoài kích thước hơi nhỏ và bụng hơi thon hơn, còn hơi trong hơn với các sọc đỏ. Vì vậy, khi tép trưởng thành thì rất dễ phân biệt giới tính. Tuổi thọ của tép khoảng hai năm.
Con đực thường nhỏ hơn, dài hơn, đuôi hẹp và màu sắc ko đẹp bằng con mái. Con mái màu sắc đẹp hơn và to hơn. Phần lưng của con mái vào kỳ sinh sản sẽ có vùng tam giác trắng vàng trên lưng gọi là trứng lưng, nhìn khá giống yên ngựa. Khi xuất hiện yên ngựa trên lưng chứng tỏ tép đã trưởng thành và sẵn sàng để giao phối, sinh sản. Tép hoạt động cả ngày và ít khi nào đứng yên. Tép đỏ lột vỏ định kỳ. Khi mang trứng tép có xu hướng ẩn nấp nhiều hơn và khi thấy nguy hại sẽ xả bỏ trứng, lúc này tép sẽ cần môi trường cây cối nhiều để ẩn nấp.
Tép anh đào biến đổi màu sắc theo màu nền và môi trường xung quanh. Nếu chúng được nuôi trong một hồ có nền màu sáng, tép sẽ trở nên nhạt màu, hoặc thậm chí trong suốt. Trên một nền màu tối hơn, tép sẽ thể hiện màu đỏ một cách rõ rệt nhất. Màu sắc của tép cũng phụ thuộc vào các loại thực phẩm hàng ngày của tép cảnh (thức ăn tươi sống cung cấp những chất đạm và chất béo có nhiều dinh dưỡng có lợi hơn so với các loại thực phẩm chế biến sẵn), ngoài ra thì pH của nước và nhiệt độ cũng ảnh hưởng khá nhiều đến màu sắc và sức khỏe của tép. 

## Tập tính ăn

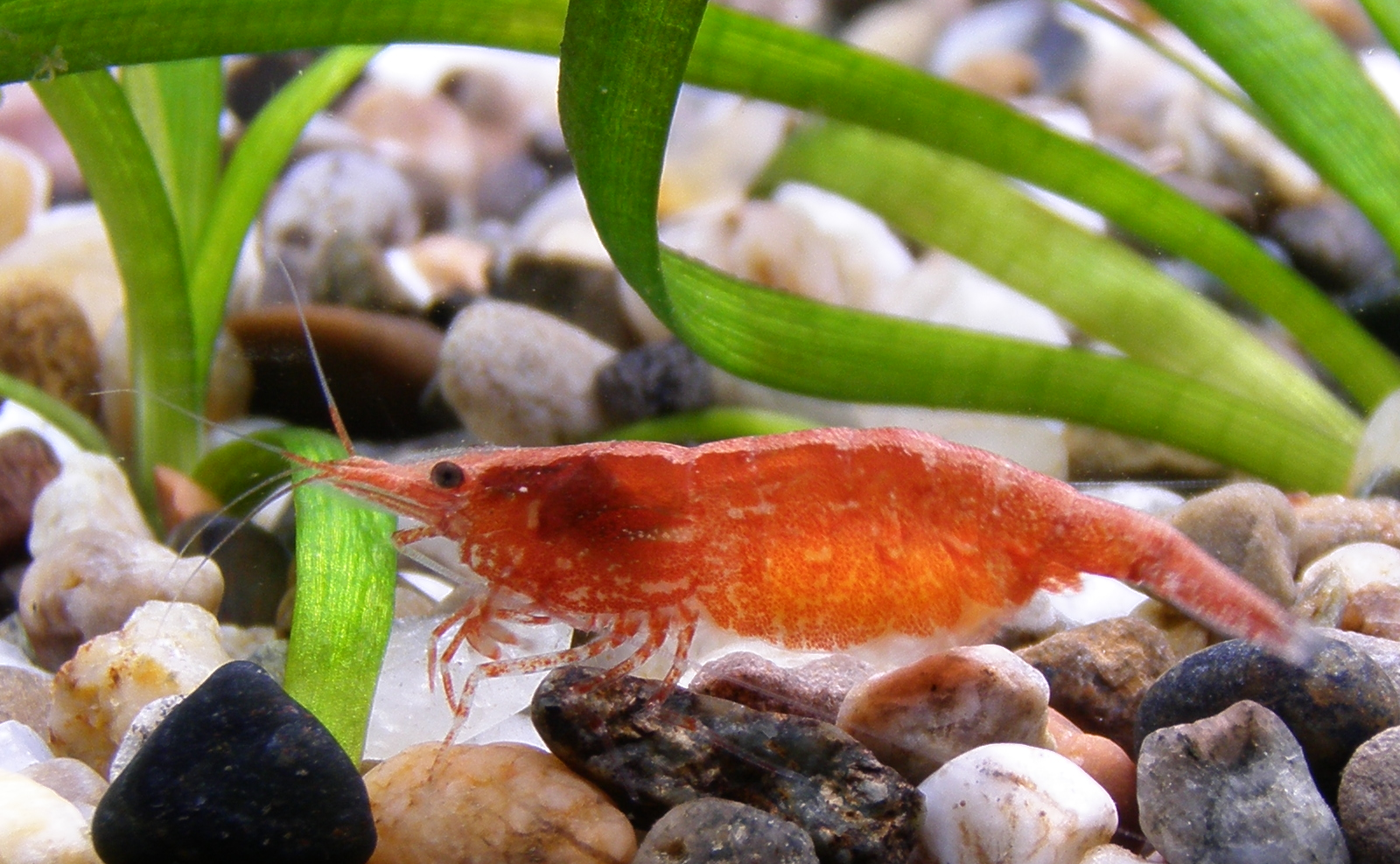

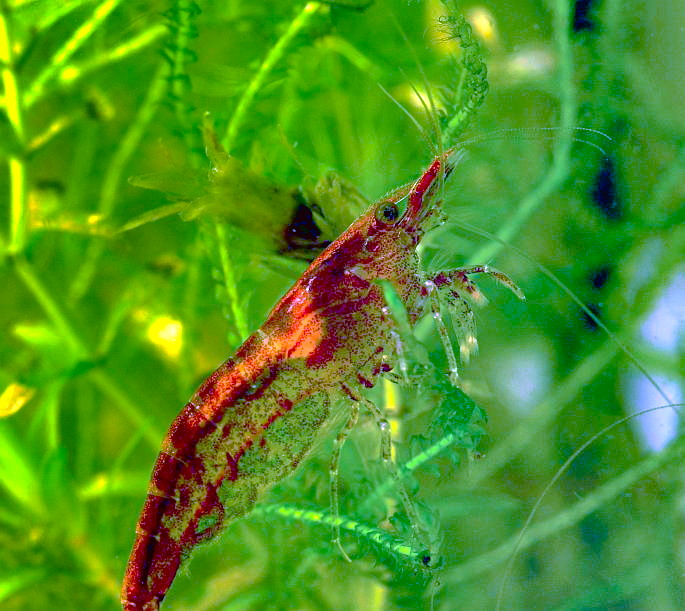

Tép đỏ là loài ăn tạp, chúng rất thích ăn tảo. Ngoài ra thì thức ăn tươi sống và rau quả cần được bổ sung thêm cho tép cảnh các loại đậu que luộc mềm, cà rốt, dưa leo. Lá bàng cũng hay được dùng cho tép ăn để bổ sung chất đề kháng giúp chúng khỏe hơn, nên luộc lá bàng để bớt vàng nước và loại bỏ vi khuẩn gây hại. Thức ăn và nước nuôi tép nên loại bỏ đồng và kim loại nặng vì nhưng chất này sẽ gây độc cho tép.

## Tép cảnh
Chúng là loài tép cảnh ngày càng trở nên phổ biến vì giá thành rẻ, dễ nuôi, không quá kén chọn. Chúng sặc sỡ, hòa đồng, hiền lành, dễ nuôi, dễ lai tạo và ăn tảo mà lại không phá cây. Trên thực tế, một số ghi nhận cho rằng chúng ăn nhiều loại tảo thậm chí cả loại tảo tóc hơn so với những loài tép khác, kể cả tép Amano (Caridina japonica).
Hồ thủy sinh là môi trường sống rất tốt cho tép, dễ sinh sản, khi đã thích ứng sẽ phát triển nhanh. Nên cho rêu và dương xỉ vào hồ nuôi tép vì những loại cây này thích hợp và chúng sẽ tạo ra môi trường thuận lợi để tép phát triển, ngoài ra cây cối cũng là nơi để tép con lẩn trốn và tép mới lột xác, khi đó vỏ tép rất mềm và yếu, dễ bị cá và tép khác làm hại.